# Henri-Francis Mazoyer
Henri-Francis Mazoyer (* 16. Mai 1906 in Autun; † 27. September 1979 in Dreux) war ein französischer Botschafter. Er war Offizier der Ehrenlegion.

## Leben
Henri-Francis Mazoyer studierte Rechtswissenschaft und Volkswirtschaft. 1930 wurde er in die Zivilverwaltung des Protektorats Französisch-Marokko beschäftigt. Von 1930 bis 1936 war er beim Service central du contrôle civil in Rabat beschäftigt. Von 1936 bis 1942 war er zum Büro des Résident général Charles Noguès abgeordnet, welcher den Wehrkreis leitete. Von 1942 bis 1943 war er stellvertretender Leiter der Stadtverwaltung von Casablanca. Von 1944 bis 1945 leitete er die Wehrkreise von Beni-Amir und Beni Moussa. 1946 hielt er Vorlesungen am Centre des hautes études sur l'Afrique et l'Asie modernes. Von 1946 bis 1949 leitete er das Regierungskabinett von René Hoffherr dem Haut-Commissaire au Cameroun. 1950 sammelte er Informationen in Ägypten. Von 1950 bis 1951 leitete er den Nachrichtendienst in Französisch-Marokko. Von 1952 bis 1953 war er Büroleiter des Verteidigungsministers René Pleven. Von 1954 bis 1955 leitete er die Verwaltung des Protektorates Französisch-Marokko in Paris. 1956 hielt er Vorlesungen am Institut des Hautes Études de la Défense Nationale. 1957 löste er Paul Lorion als französischen Generalkonsul in Léopoldville ab und bekleidete das Amt bis 1959.
Am 27. April 1960 wurde Togo unabhängig und Henri-Francis Mazoyer erste französische Botschafter in Lomé. 1961 wurde Sylvanus Olympio zum Präsidenten gewählt.
Olympio wollte die Abbaurechte für Phosphat mit den französischen Unternehmen neu verhandeln und strebte nach mehr Unabhängigkeit in der Währungspolitik. Er setzte die Revision der Zusammenarbeit der Bank von Togo mit der Bank von Frankreich auf die Tagesordnung. Für den Druck der Landeswährung war ein britisches Unternehmen in Betracht gezogen worden.

### Der Putsch gegen Sylvanus Olympio
Am Abend des 12. Januar 1963 wurde die Villa der Familie Olympio von zwei Polizisten bewacht. Im ersten Stock schliefen Dîna und Sylvanus Olympio, der kurz vor Mitternacht durch Schüsse am Eingang geweckt wurden. Olympio sprang in Khaki-Shorts, T-Shirt und Sandalen über die Mauer auf das Nachbargrundstück des US-Botschafters Leon B. Poullada und versteckte sich in einem dort abgestellten Buick.
Eine Gruppe ehemaliger Fremdenlegionäre drang gegen ein Uhr in das Anwesen der Olympio ein. Sie schossen um sich, bedrohten die Bewohner und durchsuchten die Bibliothek. Ihr Anführer fragte Dîna Olympio, wo sich ihr Mann befände. Dîna Olympio fragte zurück, ob sie ihren Mann in den Büchern suchen würden?, da die Eindringlinge offensichtlich ihr Mordkommando zum Plündern nutzten.
Der Anführer griff daraufhin zum Telefon:

„» Allô ! Monsieur Mazoyer ? Nous sommes chez lui ! Il a disparu «“

Gegen 1 Uhr 30 verließen die Einbrecher mit Geld und Schmuck bepackt das Anwesen der Olympios.
Mazoyer rief daraufhin Poulladaan, kündigte einen bevorstehenden Putsch an und berichtete, dass sich Olympio wahrscheinlich auf dem US-Botschaftsgelände befinde.
Im Militärlager von Tokoin etwa fünf Kilometer entfernt vom Wohnsitz des Präsidenten wurden die Minister der Regierung Olympios gefangen gehalten. Emmanuel Bodjollé ein ehemaliger Fremdenlegionär, der nach dem Algerienkrieg demobilisiert worden war, hatte seine Truppe im Militärlager von Tokoin stationiert und ein Kommando unter Robert Adewi zur US-Botschaft geschickt.
Die togolesischen Polizei wurde von Georges Maitrier einem französischen Militärberater beraten. Poullada, der sich von dem Vorfall selbst überzeugen wollte, begab sich von seinem Wohnsitz zu der etwa drei Kilometer entfernten US-Botschaft, wo er etwa um fünf Uhr morgens ankam und ein Kommando, das sich vor seiner Botschaft postiert hatte, antraf. Mit einer Taschenlampe des Nachtwächters inspiziert er das Botschaftsgelände. Olympio bat Poullada flüsternd um Asyl. Poullada berichtete ihm vom Putsch. Es waren noch keine Mitarbeiter in der Botschaft und Poullada hatte keine Schlüssel für die Botschaft dabei.
Poullada kehrte zu seinem Wohnsitz zurück, telefonierte mit Henri Mazoyer und erzählte ihm, was er gesehen und gehört hatte. Mazoyer riet ihm, nichts zu unternehmen, er wolle sich selbst um das Asyl von Olympio kümmern.
Die Putschisten rechneten mit dem Scheitern ihres Unternehmens, bis ihnen ein Abgesandter des französischen Botschafters das Versteck von Präsident Olympio mitteilte. Die Putschisten Gnassingbé Eyadéma und Emmanuel Bodjollé waren ebenfalls zur US-Botschaft gegangen. Bei einer gründlichen Suche fanden sie Olympio versteckt hinter einem Plymouth. Olympio wurde von den Putschisten ermordet.